# Acuerdos de Évian
Los acuerdos de Evián son el resultado de negociaciones entre los representantes de Francia y los del Gobierno Provisional de la República Argelina (GPRA) formado por el Frente de Liberación Nacional (FLN) durante la guerra de Argelia. Estos acuerdos se firman el 18 de marzo de 1962 en Evian y se traducen en un inmediato alto el fuego aplicado a la totalidad del territorio argelino.
Estos acuerdos acababan con ocho años de una guerra que aún no tenía nombre y para la que Francia había desplegado unos 400.000[cita requerida] soldados y durante la que murieron entre 250.000 y 400.000 argelinos (más de un millón según el FLN).

## Antecedentes
Los primeros contactos entre el gobierno francés y el FLN en el contexto de la guerra de independencia de Argelia tuvieron lugar el 12 de abril de 1956 en El Cairo. Joseph Berraga, uno de los dirigentes del Partido Socialista de Orán, se reunió con Mohammed Khiber, uno de los líderes de la delegación exterior del FLN. Estos contactos, sin embargo, no tuvieron un carácter oficial. Ambos tantearon los límites de lo que parecía aceptable, pero la brecha era demasiado grande. En octubre de aquel mismo año los contactos continuaron entre el Partido Socialista y el FLN. Hubo encuentros en Belgrado seguidos por otro en Roma. 
Los contactos se cortaron el 22 de octubre tras el secuestro por fuerzas francesas en el espacio aéreo argelino de un avión, donde viajaban cuatro dirigentes del FLN, Ahmed Ben Bella, Mohammed Boudiaf, Hocine Ait Ahmed y Khider y el intelectual Mostafa Lacheraf que se dirigían a Túnez para participar en una conferencia sobre la creación de una Comunidad en el Norte de África.
La posición francesa fue siempre la de negarse a aceptar la posibilidad de una Argelia independiente hasta el discurso pronunciado por De Gaulle el 16 de septiembre de 1959 en el que ofreció tres posibles soluciones a la guerra de Argelia: la secesión, la integración en Francia o “el gobierno de los argelinos por los argelinos” con una asociación con Francia.
El discurso supuso una sorpresa para muchos porque el 4 de junio de 1958, durante su primera visita a Argelia, De Gaulle había dicho en un discurso "Os he comprendido". Los Pieds-noirs interpretaron este discurso a su favor y creyeron que contaban con el apoyo del presidente en su intento de mantener la existencia de la "Argelia francesa". Más tarde, algunos historiadores señalaron que la frase era ambigua y buscaba tranquilizar a todo el mundo.
Sin embargo, la idea de De Gaulle de buscar una “tercera vía” comenzó a disolverse cuando el proyecto de una Comunidad Franco-Africana, donde De Gaulle y sus antecesores esperaban situar una solución a la crisis de Argelia, comenzó a venirse abajo tras el deseo de los países africanos colonizados por Francia de optar por la independencia en 1960. Por otro lado, Harold Macmillan, el primer ministro británico, anunció en un discurso ante el Parlamento de Sudáfrica, en Ciudad del Cabo, que el colonialismo había llegado a su fin. Y ni el presidente estadounidense Dwight D. Eisenhower ni su sucesor John F. Kennedy apoyaban la continuación del colonialismo francés en Argelia.
En un discurso, el 14 de junio de 1960, De Gaulle habló por primera vez del fin del colonialismo y pidió a sus compatriotas que abrazaran el realismo. Este discurso fue bien recibido por el Gobierno Provisional del FLN.
El 25 de Junio tuvo lugar un encuentro, el primero desde 1956, entre una delegación del gobierno francés y otra del FLN, liderada por Ahmed Boumendjel y Mohammed Ben Yahia. Las conversaciones se prolongaron durante tres días en la Prefectura de Melun, al sur de París, pero terminaron en fracaso.
El 12 de diciembre, se produjeron grandes manifestaciones de argelinos en Argel y otras ciudades de Argelia, en las que los manifestantes portaban banderas verdes, blancas y rojas del FLN y gritaban vivas a este último. Estas fueron una señal clara a De Gaulle y su gobierno de la representatividad de la organización independentista. La ONU, por su parte, reconoció el derecho de Argelia a la autodeterminación por una mayoría de sesenta y tres votos contra ocho en una sesión de la Asamblea General el 20 de diciembre.
Tras la victoria en Francia del “sí” en un referéndum convocado el 8 de enero de 1961 sobre la autodeterminación argelina y la intentona golpista de varios generales en Argel el 21 de abril, Francia dio un gran paso el 2 de septiembre al reconocer que la región del Sáhara era parte de Argelia.

## Calificaciones jurídicas y compromisos políticos
Tras unas negociaciones preliminares en Las Rousses, junto a la frontera franco-suiza en febrero de 1962, comenzaron las negociaciones en Evián el 7 de marzo de 1962 y terminaron 11 días más tarde con la firma de los Acuerdos de Evián. Los nacionalistas argelinos que habían viajado a Evián, entre ellos Krim Belkacem, Houari Boumediene y el futuro primer presidente de la Argelia independiente, Ahmed Ben Bella, mantuvieron firmemente su posición política respecto a los principios fundamentales “de nuestra lucha y de las esperanzas de todo un pueblo”. (Ellos) pidieron “la independencia de Argelia, la integridad territorial del país, y la soberanía plena y completa del pueblo”. Lo que está en juego para los argelinos y el mundo colonizado en términos generales era “la solución al problema colonial” y “el reconocimiento de una serie de principios universales”.
El nombre "Acuerdos de Evian" es un término periodístico. El nombre oficial es Declaración general de las dos delegaciones de 18 de marzo de 1962.
No se puede hablar con propiedad en derecho de acuerdos, ya que solo tienen derecho a firmar y ratificar tratados los que poseen una personalidad jurídica dentro del derecho internacional, y Argelia en aquella época no constituía un Estado.
Una cuestión añadida es la calificación de guerra. Al igual que sucede con el término de acuerdos, únicamente un Estado puede participar una guerra, si nos atenemos a las reglas del derecho (aunque solo sea porque la declaración de guerra es un tratado y exige de quien lo suscriba personalidad jurídica). El concepto de guerra civil no existe en Derecho (hay que hablar más bien de alteraciones del orden público, de revuelta o de revolución, según la intensidad del enfrentamiento).
Tras estas calificaciones jurídicas se encuentran en realidad auténticos compromisos políticos, los del reconocimiento internacional de un Estado y el reconocimiento de las exacciones cometidas por un Estado contra otro. 
En ese sentido, el término de guerra de Argelia solo ha sido reconocido por Francia de modo muy tardío. Fue precisamente Jacques Chirac el que en el curso de su primer mandato, en (junio de 1999), utilizó este término.
Sin embargo, aunque Francia haya reconocido la guerra, únicamente se han reconocido oficialmente los actos individuales llevados a cabo por los militares. El carácter organizado de la represión de los argelinos (confiscaciones, torturas, asesinatos...) por parte de los militares en nombre del Estado francés nunca se reconoció.

## Los negociadores
| Delegación del FLN - Krim Belkacem - Saad Dahlab - Zohra Drif - Rachida Drif - Ahmed Boumendjel - Ahmed Francis - Habiba Boudar - Taïeb Boulahrouf - Mohamed Seddik Ben Yahia - Rehda Malek - Kaïd Ahmed (Comandante Slimane) - Katia Belkhadem - Comandante Mendjli | Delegación francesa - Louis Joxe - Bernard Tricot - Roland Cadet - Yves Roland-Billecart - Claude Chayet - Bruno de Leusse - Vincent Labouret - Jean Simon (general) - Hubert de Seguins Pazzis (teniente coronel) - Robert Buron - Jean de Broglie |

## Los grandes compromisos de la negociación
- El status de la minoría europea de Argelia.
- El caso del Sáhara
- Las bases militares (Mers el-Kebir...) y las pruebas nucleares francesas.

## Las principales disposiciones de los acuerdos
Los Acuerdos constituyeron de un documento complejo de 93 páginas. Hubo una diferencia de interpretación. Para De Gaulle el acuerdo era un documento que tenía que ser ratificado por los pueblos francés y argelino. Para el Gobierno Provisional del FLN era un tratado entre dos estados soberanos.
El acuerdo contenía dos partes. 
- un acuerdo de alto el fuego, cuya aplicación se fija para el día siguiente, 19 de marzo de 1962
- declaraciones gubernamentales relativas a Argelia, relativas a:
  - el periodo de transición hasta el referéndum de autodeterminación. Para ese periodo se constituía un Ejecutivo Provisional y un Alto Comisariado como representante del Estado francés.
  - la liberación de los prisioneros en un plazo de veinte días y una medida de amnistía general
  - la organización de un referéndum de autodeterminación en un plazo mínimo de tres meses y un máximo de seis

En el caso hipotético de que tras el referéndum se adoptara la solución de la independencia:
- se preveían garantías para las personas que conservaran el status civil de derecho francés
- la programación de la retirada de las fuerzas militares francesas

La segunda parte era una declaración de principios que constituirían el fundamento de las relaciones entre los dos países. Estos principios abordaban el estatus de los franceses en una Argelia independiente, el Sahara, la futura relación económica y las bases militares. Los franceses tendrían tres años para elegir entre la nacionalidad francesa y la argelina y tendrían protegidas sus propiedades y sus derechos culturales y religiosos así como un derecho a la participación en los asuntos públicos. 
En el tema del Sáhara se reconocía a Francia un derecho preferente a la exploración y explotación de los recursos. Francia también se comprometía a mantener el mismo nivel de gasto para el desarrollo de Argelia en los tres años siguientes.
En el tema militar, las tropas francesas serían reducidas a 80.000 en un año y partirían en su totalidad dos años después. La base naval de Mers-el-Kebir y la aérea de Bou Sfer serían mantenidas en manos francesas durante 15 años y Francia podría realizar pruebas nucleares en el Sáhara durante 5 años.
A pesar de que el acuerdo suponía el reconocimiento de la derrota en la guerra, fue bien recibido por la opinión pública francesa. También fue un gran triunfo para el FLN y el Gobierno Provisional. Había logrado la independencia para Argelia y un reconocimiento francés de la integridad territorial del país. Los únicos que recibieron los acuerdos con hostilidad fueron los colonos europeos en Argelia, muchos de los cuales se vieron influenciados por las consignas de la OAS de tomar las armas. Sin embargo, sus intentos de desbaratar los Acuerdos de Evián fracasaron

## Divisiones dentro del FLN
Según el expresidente argelino, Chadli Bendjedidad, que desempeñó altos cargos en el Ejército de Liberación Nacional (ALN) en el momento de la firma de los Acuerdos de Evián, la Revolución atravesaba un período difícil. Los oficiales esperaban con impaciencia el anuncio de los resultados del proceso de las negociaciones de Evián. La forma en que se desarrollaron las discusiones estaba lejos de tranquilizar a los combatientes. Las diferencias de opinión amenazaban con ampliar la brecha entre el Gobierno Provisional y el Estado Mayor, liderado por Houari Boumediene. Para el Estado Mayor, ya no se trataba de hacer concesiones y temía que algunas disposiciones fueran un ataque flagrante a los logros obtenidos a costa de siete años de lucha. Los escollos se referían, por ejemplo, al alquiler de la base naval de Mers El Kébir en beneficio de Francia, las condiciones de cooperación con el antiguo ocupante, el estatus de la minoría europea y las ventajas que iba a tener etc.
Según Bendjedid, la posición del Estado Mayor reflejaba una tendencia generalizada que imperaba en las filas del ALN, cuyos dirigentes reprochaban a los negociadores argelinos no tener en cuenta la realidad sobre el terreno. «Sin embargo, los soldados no ocultaron su alegría por la proximidad del fin de las hostilidades. Habían sufrido en medio de la guerra y soportado su terrible tragedia. Su único deseo era que finalmente pudieran volver a casa lo antes posible», señala Bendjedid.
Boumediene finalmente se alió con Ben Bella y Khider para dar una cobertura política al Ejército. Las ambiciones políticas de Boumediene finalmente acabarían dando al Ejército argelino un papel protagonista en la Argelia posterior a la independencia.

## La aplicación de los acuerdos
El 19 de marzo de 1962 a las 12 horas se pone fin a las operaciones militares y a todas las acciones armadas en el conjunto del territorio argelino.
Aunque la parte francesa respetó escrupulosamente el texto de los acuerdos, aplicando incluso con varios años de anticipación lo relativo a la retirada de las tropas militares, el FLN por su parte, y el gobierno argelino que le sucede consideran que no están obligados por dicho tratado, ya que después de todo sólo lleva el título de "declaración".
En especial, el alto el fuego es aplicado inmediata y escrupulosamente por el ejército francés, que se "recluye en sus cuarteles" y en un primer momento consagra sus mayores esfuerzos en la lucha contra la OAS, pero el terrorismo no acaba. A los atentados de la OAS, que trata de impedir la aplicación de estos acuerdos sucede a partir del mes de abril una ola de atentados, en particular secuestros, que se desencadena contra los civiles franceses y los harkis, que de hecho aumentarán después de la independencia, hasta el punto de que el número de víctimas civiles europeas y sobre todo musulmanas de la guerra de Argelia es bastante mayor después del 19 de marzo que antes. 300 militares franceses son asesinados por el FLN en Argelia entre marzo y julio de 1962.
Argelia fue uno de los más largos y difíciles procesos de descolonización. La parte más perjudicada fue, sin duda, el pueblo argelino, que sufrió un número de muertos entre 1,5 millones (cifras del FLN) o 250.000-300.000 (cifras francesas). 

### Los Pieds Noirs
En cuanto a las disposiciones teóricamente destinadas a asegurar la protección de los Pieds-Noirs, los franceses que vivían en Argelia pronto serán papel mojado y, por ello, emprendieron una emigración masiva. Durante los años de la guerra (1954-1960) solo 25.000 europeos abandonaron Argelia en dirección a Francia. Para finales de 1961, 160.000 habían regresado a Francia seguidos por 70.000 más en los tres primeros meses de 1962. En abril de 1962 una quinta parte de la población europea se había ido. Los principales factores de este éxodo era la situación de caos y violencia que vivía el país, el temor a las represalias de los argelinos y la desconfianza hacia las garantías contenidas en los Acuerdos de Evián. Ellos no confiaban en De Gaulle ni en el FLN. En los meses siguientes a los Acuerdos de Evián 1.165 europeos fueron asesinados y otros 1.773 desaparecieron, unas cifras equivalentes a las existentes durante el período comprendido entre el inicio de la lucha del FLN en noviembre de 1954 y los Acuerdos de Evián. Debido a esto y tras unos incidentes el 5 de julio de 1962 en Orán, donde hubo ataques contra manifestantes argelinos que celebraban la independencia y posteriores represalias que costaron la vida a 314 europeos, se produjo un éxodo que llevó al 99% de la población europea a partir. Muchos incendiaron sus viviendas, muebles y enseres antes de irse de sus viviendas.
El gobierno francés había previsto que el proceso de repatriación se llevaría a cabo gradualmente, a lo largo de varios años. En cambio, se enfrentó a cientos de miles de personas de diversos orígenes europeos que se marcharon en masa. Por otro lado, esta prisa por salir de Argelia también significó que la mayoría de los profesionales y trabajadores cualificados partieron hacia Francia y dejaron al país recién independizado “en crisis” y con una gran necesidad de personal capacitado en todos los sectores de la sociedad.

### Los harkis
En cuanto a los harkis, se calcula que en el momento del alto el fuego el 20 de marzo de 1962, había unos 150.000 argelinos en el ejército francés y las milicias pro-francesas, 45.000 de ellos harkis. El artículo 2 de los Acuerdos prohibía el recurso a la violencia individual o colectiva (principio de no represalias). Sin embargo, la brutalidad mostrada por los harkis durante la guerra les hacía un fácil blanco de venganzas. Así, ras la independencia, la violencia contra los harkis, considerados traidores por los nacionalistas, se intensificó. En Francia, algunas figuras reclamaron dar refugio a los harkis, pero De Gaulle era reticente y el 15 de Julio Francia prohibió su entrada. Sin embargo, algunas redes clandestinas, en las que participaron en ocasiones militares franceses, organizaron su emigración a Francia. Un estudio habla de 270.000 emigrados, que fueron en su mayoría recluidos en campos de internamiento en el sur de Francia.

## Aplicación en Francia
El 19 de marzo a las 12 la aplicación de los acuerdos firmados la víspera en Evian entre el gobierno francés y el Gobierno Provisional de la República Argelina entra en vigor. Era el final oficial a ocho años de guerra colonial en Argelia. Sin embargo, el mismo día en el que el Acuerdo entraba en vigor, tanto el FLN como la OAS lo rompen, matando a un gran número de personas. En Francia se cuentan 30.000 muertos y 250.000 heridos.

## Actitud de Francia hacia Argelia tras la independencia
Desde 1963 hasta 1965, Argelia disfrutó de una relación privilegiada con la ex metrópoli, tanto que los funcionarios franceses hicieron todo lo posible para adaptarse a los movimientos asertivos de Argel, incluso cuando estos claramente amenazaban los intereses económicos o estratégicos franceses.
Una serie de eventos durante el curso de 1963 proporcionan un caso convincente a favor de esto. El 18 de marzo de 1963, una prueba nuclear francesa en In-Ekker en el Sahara llevó a los argelinos a exigir una revisión de las cláusulas militares de los Acuerdos de Evián. Al mismo tiempo, el joven gobierno argelino confiscó propiedades francesas a través de un programa de nacionalización gradual pero a gran escala, amenazó los intereses económicos franceses en el sector de los hidrocarburos  y, al mismo tiempo, aumentó sus demandas de ayuda financiera francesa. Francia, sin embargo, siguió utilizando los sitios del Sahara para sus pruebas nucleares hasta 1967.
Varias razones pueden explicar potencialmente la moderación de Francia: la presencia de ciudadanos franceses en suelo argelino, el importante comercio entre los dos países, los derechos preferentes para explorar y explotar la riqueza del Sahara en hidrocarburos y especialmente los privilegios militares clave concedidos a Francia, que Francia no estaba dispuesta a poner en peligro. Francia buscaba también una relación cercana con Argelia, vista después de la guerra de Argelia como una cabeza de puente en el Tercer Mundo, y por lo tanto a la influencia global.
El Presidente de la República, Emmanuel Macron, encomendó en julio de 2020 a Benjamin Stora, un historiador francés y experto en el norte de África, considerado una de las principales autoridades mundiales en historia de Argelia, la misión de redactar un informe sobre cuestiones de memoria relacionadas con la colonización y la guerra en Argelia. 
La carta de Macron donde encargaba el informe señalaba que “el tema de la colonización y la guerra en Argelia ha obstaculizado durante demasiado tiempo la construcción entre nuestros dos países de un destino común en el Mediterráneo. Los que sostienen en sus manos el futuro de Argelia y Francia no tienen ninguna responsabilidad en los enfrentamientos de ayer y no pueden llevar la peor parte. El deber de nuestra generación es asegurar que no lleve el estigma a la hora de escribir su propia historia. Este trabajo de memoria, de la verdad y la reconciliación, para nosotros y para nuestros lazos con Argelia, no está completo y es necesario hacer un seguimiento. Sabemos que llevará tiempo y que habrá que hacerlo con valentía, con espíritu de armonía, apaciguamiento y respeto a todas las conciencias”.
El informe trata, en primer lugar, de “las huellas, las supervivencias y los efectos de los recuerdos de la colonización y la guerra de Argelia en la sociedad francesa. De la instalación del olvido a la separación de los recuerdos. Luego, serán expuestos y discutidos los diversos discursos de los Jefes de Estado franceses sobre Argelia, de la independencia hasta nuestros días, con un breve inventario de iniciativas tomadas por las sociedades civiles entre los dos países. En la última parte, se tratarán los dossiers en general, el de las personas desaparecidas en particular, y el conocimiento y el reconocimiento del hecho colonial y de la guerra en Argelia”.